# Fällfors distrikt
Fällfors distrikt är ett distrikt i Skellefteå kommun och Västerbottens län. Distriktet ligger omkring Fällfors i nordöstra Västerbotten. 

## Tidigare administrativ tillhörighet
Distriktet inrättades 2016 och utgörs av en del av området som Skellefteå stad omfattade till 1971, en del som före 1967 utgjorde en del av Byske socken.
Området motsvarar den omfattning Fällfors församling hade 1999/2000 och fick 1913 efter utbrytning ur Byske församling.

## Tätorter och småorter
I Fällfors distrikt finns två småorter men inga tätorter. 

### Småorter
- Fällfors
- Norrlångträsk